# Hemvärnets Musikkår Lycksele
Hemvärnets Musikkår Lycksele (HVMK Lycksele) är en svensk militär musikkår ingående i Hemvärnsmusiken.

## Historia
Musikkåren bildades den 5 juni 1968 på initiativ av den lokale kretshemvärnschefen Bo-Martin Norrman och en hemvärnsofficer med namnet Olof Heinestam med 18 medlemmar ur Lycksele Hornmusikkår. 1991 sammanslogs kåren med Hemvärnets Musikkår Vännäs och bildade Hemvärnets Musikkår Västerbotten, en konstellation som kom att bestå till 1998 då den delades igen.